# Yorck Boyen Insterburg
Lo Yorck Boyen Insterburg è stata una società calcistica tedesca della città prussiana di Insterburg (dal 1945 Černjachovsk, Russia).

## Storia
Il club venne fondato nel 1921 con il nome di Sport-Verein Yorck Insterburg e nel 1934 venne unito assieme allo Militär Sport-Verein von Boyen di Tilsit in un nuovo sodalizio sportivo chiamato Militär Sport-Verein Yorck von Boyen Insterburg. I nomi delle due società sportive traevano origine da due generali prussiani: Ludwig Yorck von Wartenburg e Hermann von Boyen. Il club prese parte alla Gauliga della Prussia Orientale vincendo le edizioni del 1934-1935 e del 1937-1938. In entrambe le occasioni la corsa della squadra prussiana si arrestò al successivo primo turno del torneo nazionale. Con la conquista della Prussia Orientale da parte dei Sovietici nel 1945 lo Yorck Boyen Insterburg cessò di esistere.

## Palmarès
- 2 Gauliga Ostpreußen